# Lubeck Challenger
Il Lubeck Challenger è stato un torneo professionistico di tennis giocato su campi in sintetico indoor. Faceva parte dell'ATP Challenger Series. Si giocava annualmente a Lubecca in Germania.

## Albo d'oro

### Singolare
| Anno | Campione        | Finalista        | Punteggio           |
| ---- | --------------- | ---------------- | ------------------- |
| 1997 | Geoff Grant     | Rainer Schüttler | 6–3, 6–3            |
| 1998 | Peter Wessels   | Michael Kohlmann | 7–6, 6–3            |
| 1999 | Axel Pretzsch   | Michael Kohlmann | 7–6, 6–4            |
| 2000 | Christian Vinck | Andy Fahlke      | 6–3, 6–1            |
| 2001 | Zbynek Mlynarik | Dick Norman      | 7–6(6), 6(4)–7, 6–4 |
| 2002 | Raemon Sluiter  | Alexander Popp   | 6–2, 3–0 rit.       |
| 2003 | Alexander Waske | Martin Verkerk   | 7–6(3), 6–3         |
| 2004 | Non disputato   | Non disputato    | Non disputato       |
| 2005 | Raemon Sluiter  | Alexander Waske  | 7–6(2), 7–6(10)     |

### Doppio
| Anno | Campioni                         | Finalisti                       |                  |
| ---- | -------------------------------- | ------------------------------- | ---------------- |
| 1997 | Mathias Huning Joost Winnink     | Trey Phillips Chris Wilkinson   | 7–6, 7–6         |
| 1998 | Lorenzo Manta Andrew Richardson  | Stéphane Simian Tuomas Ketola   | 7–6, 6–2         |
| 1999 | Patrick Sommer Franz Stauder     | Michael Kohlmann Filippo Veglio | 6–4, 7–5         |
| 2000 | Giorgio Galimberti Diego Nargiso | Karsten Braasch Dick Dier       | 6–4, 6–4         |
| 2001 | Julian Knowle Lorenzo Manta      | Yves Allegro Michael Kohlmann   | 6–3, 3–6, 7–6(2) |
| 2002 | Grégory Carraz Nicolas Mahut     | Yves Allegro Denis Golovanov    | 4–6, 7–6(7), 6–1 |
| 2003 | Ota Fukárek Jordan Kerr          | Robert Lindstedt Fredrik Loven  | 6–3, 3–6, 6–3    |
| 2004 | Non disputato                    | Non disputato                   | Non disputato    |
| 2005 | Pavel Šnobel Martin Štěpánek     | Philipp Petzschner Lars Übel    | 7–6(5), 5–7, 7–5 |